# Manual de calidad
El Manual de Calidad de una organización, es un documento donde se especifican la misión y visión de una empresa con respecto a la calidad así como la política de la calidad y los objetivos que apuntan al cumplimiento de dicha política.
El Manual de Calidad expone además la estructura del Sistema de Gestión de la Calidad y es un documento público, si la empresa lo desea, cosa que no ocurre con los manuales de procedimientos o de instrucciones. 
Es un documento "Maestro" en cual la Organización (empresa) establece cómo dar cumplimiento a  los puntos que marca la Norma (por ejemplo, ISO 9001:2008) y de él se derivan Instructivos de uso de equipos, Procedimientos, Formatos. etc. 
El Manual de Calidad entendido como tal, únicamente es de obligada realización en la implantación de la norma ISO 9001 en su versión 2008 que será obsoleta a partir del año próximo (reemplazada por la ISO 9001:2015) , en el cual se recoge la gestión de la empresa, el compromiso de este hacia la calidad, la gestión de recursos humanos, materiales... Ha de ser un documento público frente a clientes y proveedores, con una extensión preferiblemente no superior a las 20 páginas y se suele redactar al final de la implantación una vez documentados los procedimientos que la norma exige.
Respecto a otras normas como pueden ser las desarrolladas por el ICTE; la norma Q del sector turístico, no exige la realización de un Manual de Calidad, aunque sí ayuda a la implantación de la misma.
Lo mismo sucede con el EFQM que es el modelo de excelencia europeo, que actualmente se está implantando con bastante éxito en España. Es un modelo que tampoco exige el desarrollo de un Manual de Calidad entendido como tal.
El Manual de la Calidad es un documento donde se menciona con claridad lo que hace la organización para alcanzar la calidad mediante la adopción del correspondiente sistema de Gestión de la Calidad. 

## Estructura de un Manual de Calidad
El Manual de la calidad ha de proporcionar información acerca del SGC de la
organización y ha de especificar:
- El alcance del SGC (incluyendo los detalles y la justificación de cualquier exclusión)
- Los procedimientos documentados establecidos para el SGC (o referencia a los mismos)
- Una descripción de la interacción entre los procesos del SGC de la organización.

Además, también puede incluir:
- Las actividades de la organización.
- Las características principales del SGC.
- La política de calidad y los objetivos a ella asociados.
- Declaraciones relativas a responsabilidad o autoridad.
- Una descripción de la organización (por ejemplo, un organigrama)
- Cómo funciona la documentación y dónde debe dirigirse el personal para encontrar los procedimientos acerca de cómo hacer las cosas
- Una definición de los términos que tengan un significado singular para la organización.

El Manual de calidad puede utilizarse para facilitar una panorámica general o “mapa del SGC”. Su formato y la estructura son decisión de la organización y dependerán de su tamaño, cultura y complejidad. Además, algunas organizaciones pueden elegir utilizarlo para otros propósitos (por ejemplo, fines comerciales). En definitiva, debería ser un verdadero documento de trabajo.
- Política de Calidad
  - Compromiso de la Dirección
  - Objetivos de Calidad

- Pautas de organización.
  - Estructura y organigramas
  - Funciones y responsabilidades de las áreas de la empresa
  - Relaciones internas y externas
  - Formación, motivación y cualificación del personal

- Pautas de Gestión.
  - Revisiones y auditorías del Sistema
  - Compras y homologación de proveedores
  - Control de no conformidades y acciones de mejora
  - Elaboración de ofertas y revisión del contrato

- Pautas Tecnológicas
  - Planificación y control de procesos
  - Control de Equipos e Instalaciones

Cada capítulo del Manual debe incluir, como mínimo:
- Objetivo del mismo
- Ámbito de aplicación
- Referencias
- Responsabilidades
- Desarrollo del proceso
- Documentación y registros